# دانشگاه کارنگی ملون
دانشگاه کارنگی ملون (به انگلیسی: Carnegie Mellon University) یک دانشگاه تحقیقاتی خصوصی در شهر پیتسبرگ واقع در ایالت پنسیلوانیا آمریکا است که در سال ۱۹۰۰ میلادی بنیان‌نهاده شده‌است. این دانشگاه ازنظر رتبه‌بندی، بر اساس نظام رتبه‌بندی دانشگاهی کیواس رتبه ۱۴ دانشگاه‌های جهان را به‌خود اختصاص داده‌است.
این دانشگاه به افتخار اندرو کارنگی نام‌گذاری شده‌است و نخست در سال ۱۹۰۰ میلادی توسط وی تحت عنوان مدارس فنی کارنگی تأسیس شد. دانشگاه کارنگی ملون در تمامی رشته‌ها از معتبرترین دانشگاه‌های جهان محسوب می‌شود. دانشگاه در گرایش‌های متعددی از مهندسی، تجارت، روان‌شناسی، فلسفه، اقتصاد، معماری، نمایش، سینما، موسیقی و طراحی صنعتی در زمره ۱۰ دانشگاه برتر جهان قرار دارد. کارنگی ملون برترین دانشگاه ایالات متحده آمریکا در رشته مهندسی و علوم کامپیوتر است.
دانشکده کسب‌وکار این دانشگاه تاکنون ۸ برنده جایزه نوبل اقتصاد داشته‌است که از هر دانشکده تجارت دیگری در جهان بیشتر است. استادان این دانشگاه تاکنون جمعاً ۱۹ جایزه نوبل برنده شده‌اند. رشته دانشگاهی مالی محاسباتی در سال ۱۹۹۴ میلادی برای نخستین بار توسط دانشکده کسب‌وکار این دانشگاه پایه‎‏‌گذاری گردید و تاکنون مشهورترین دوره مالی محاسباتی در ایالات متحده آمریکا و جهان بوده است.
دانشکده علوم کامپیوتر دانشگاه کارنگی ملون رتبه اول را در ایالات متحده به خود اختصاص داده‌است. ضمناً در بین دانشکده‌های مهندسی ایالات متحده رتبه چهارم به این دانشگاه اختصاص دارد.

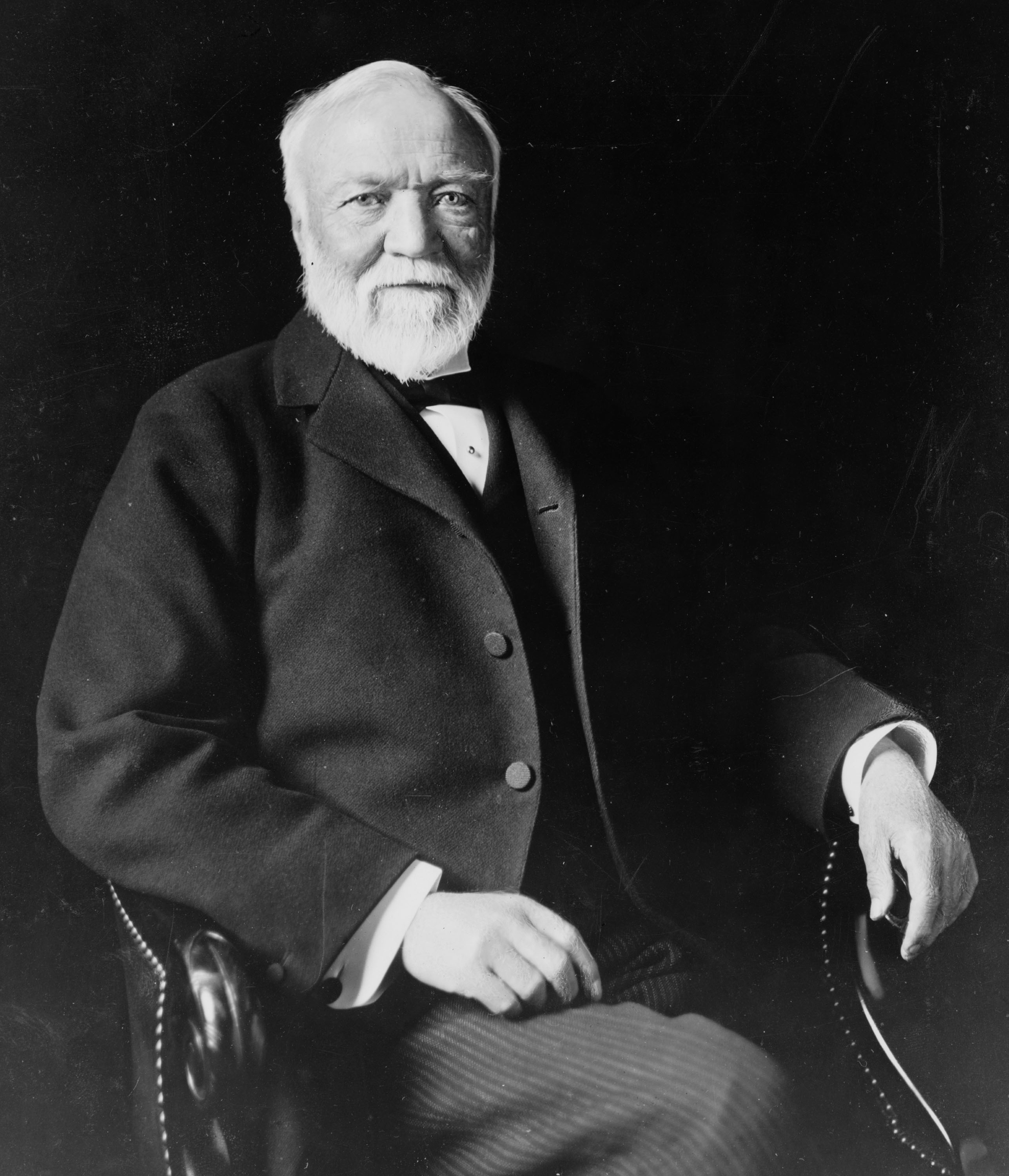
اندرو کارنگی، مؤسس مدارس فنی کارنگی

## تاریخچه
پس از جنگ داخلی آمریکا، صنعتگرانی که به ثروتی بی‌حساب دست یافته بودند و نیز برخی دیگر از مشتاقان، بخشی از ثروت خود را به‌طور بشردوستانه صرف تأسیس مؤسساتی به نام خود نمودند. کمک واشینگتن دوک به دانشگاه دوک، عذرا کرنل به دانشگاه کرنل، جانز هاپکینز به دانشگاه جانز هاپکینز، لیلند استنفورد به دانشگاه استنفورد، جان راکفلر به دانشگاه شیکاگو، کرنلیوس وندربیلت به دانشگاه وندربیلت و اندرو کارنگی به دانشگاه کارنگی نمونه‌های برجسته‌ای از کمک‌های بی‌شمار صورت گرفته در این عصر است.

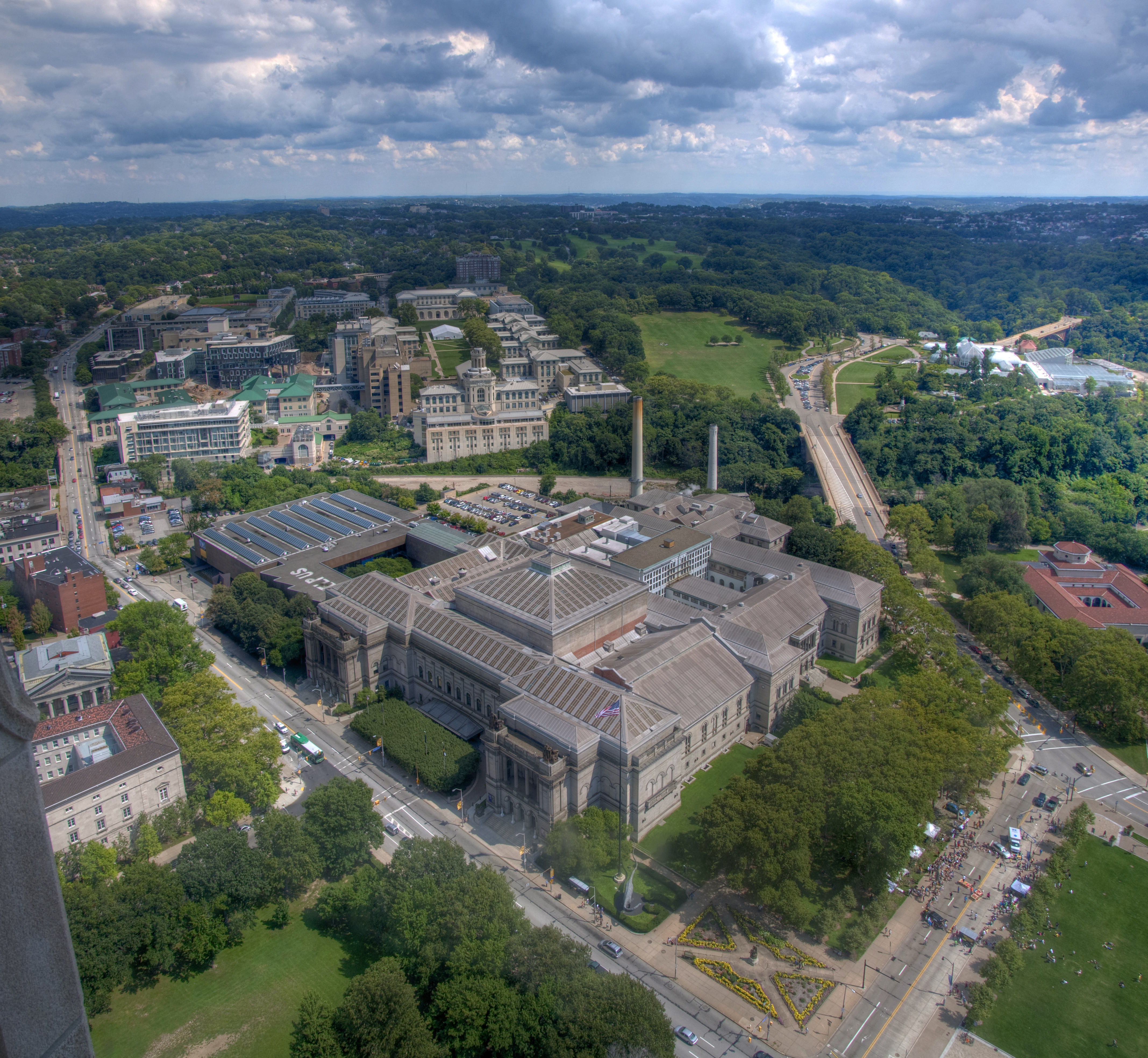

## فارغ‌التحصیلان و هیئت علمی
کارنگی ملون با فارغ‌التحصیلان سال ۲۰۱۵ خود، بیش از ۱۰۰٬۰۰۰ فارغ‌التحصیل در سراسر جهان دارد. فارغ‌التحصیلان و اعضای هیئت علمی پیشین و کنونی دانشگاه، ۱۴ جایزهٔ نوبل، ۱۴ عضویت در آکادمی ملی علوم، ۵۱ عضویت آکادمی ملی مهندسی، ۱۱۴ جایزهٔ امی، ۷ جایزهٔ آکادمی، ۴۳ جایزهٔ تونی، و ۱۲ جایزهٔ تورینگ را از آن خود کرده‌اند.

## زندگی دانشجویی
زندگی دانشجویی در کارنگی ملون در بیش از ۲۲۵ نهاد دانشجویی، گالری‌های هنری، و امور منحصر به فرد متنوعی همراه است. سازمان‌های دانشجویی فرصت‌های اجتماعی، خدماتی، رسانه‌ای، دانشگاهی، معنوی، تفریحی، ورزشی، مذهبی، سیاسی، فرهنگی، و دولتی در اختیار دانشجویان قرار می‌دهند.

## نگارخانه

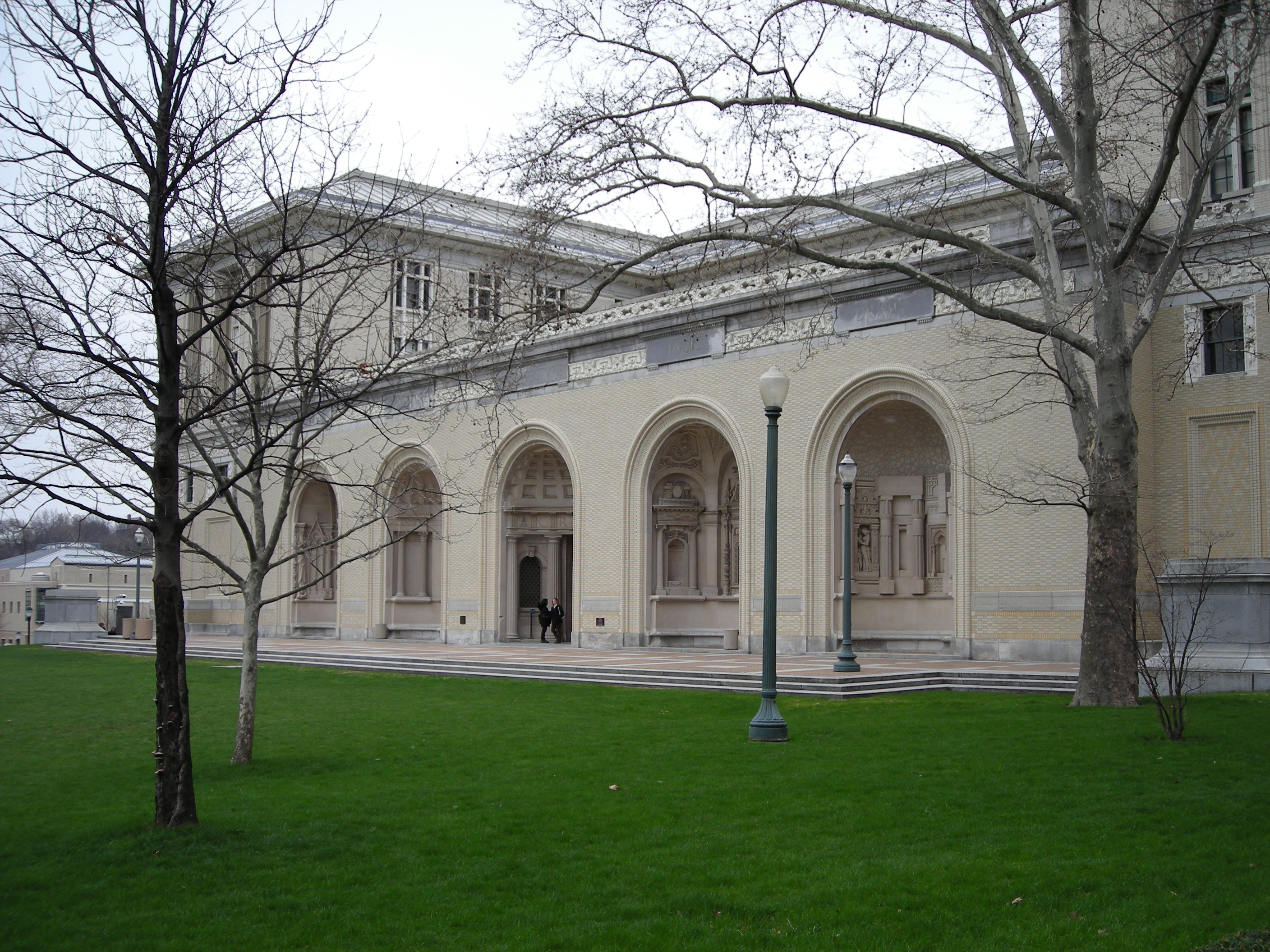
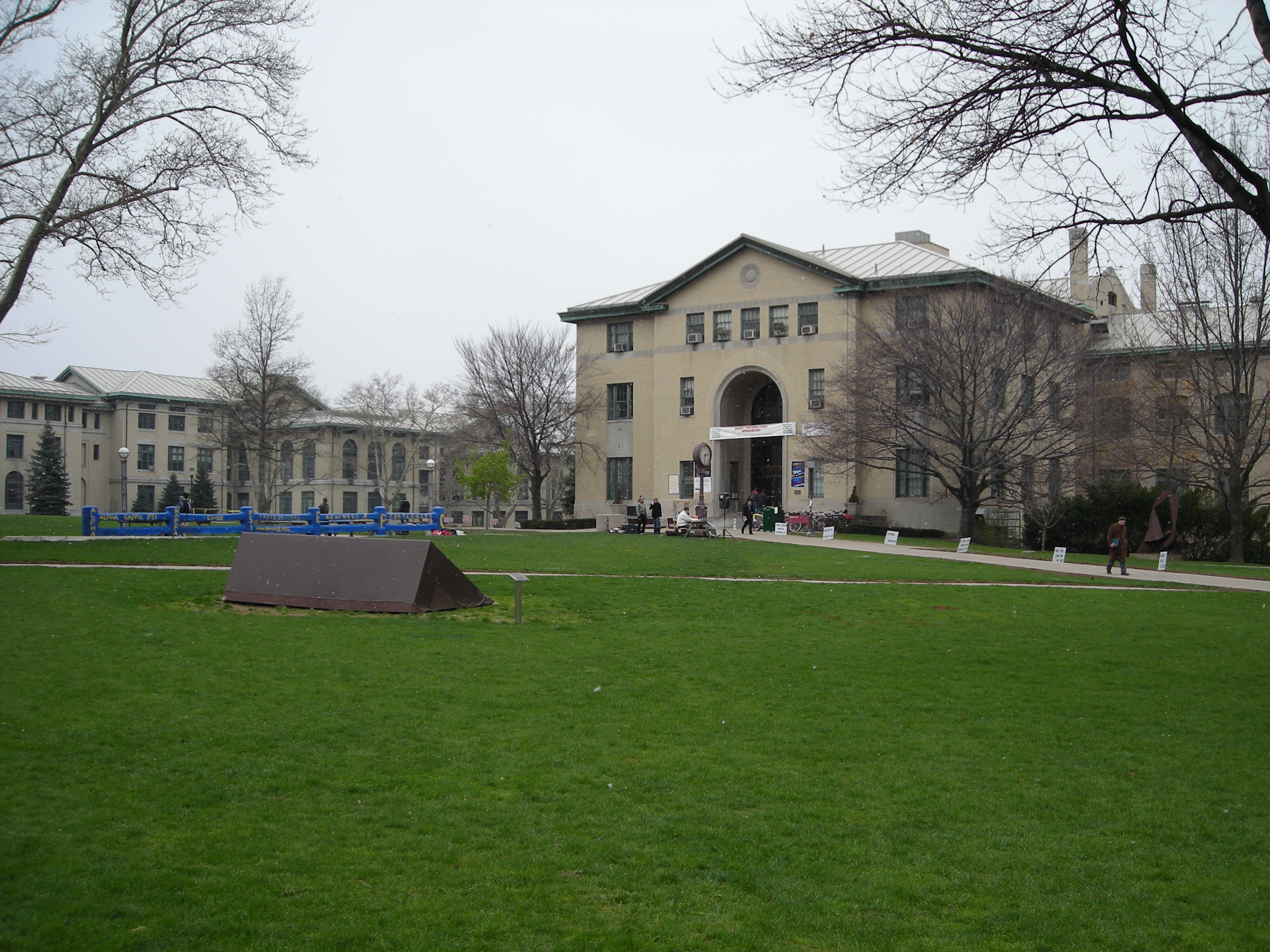
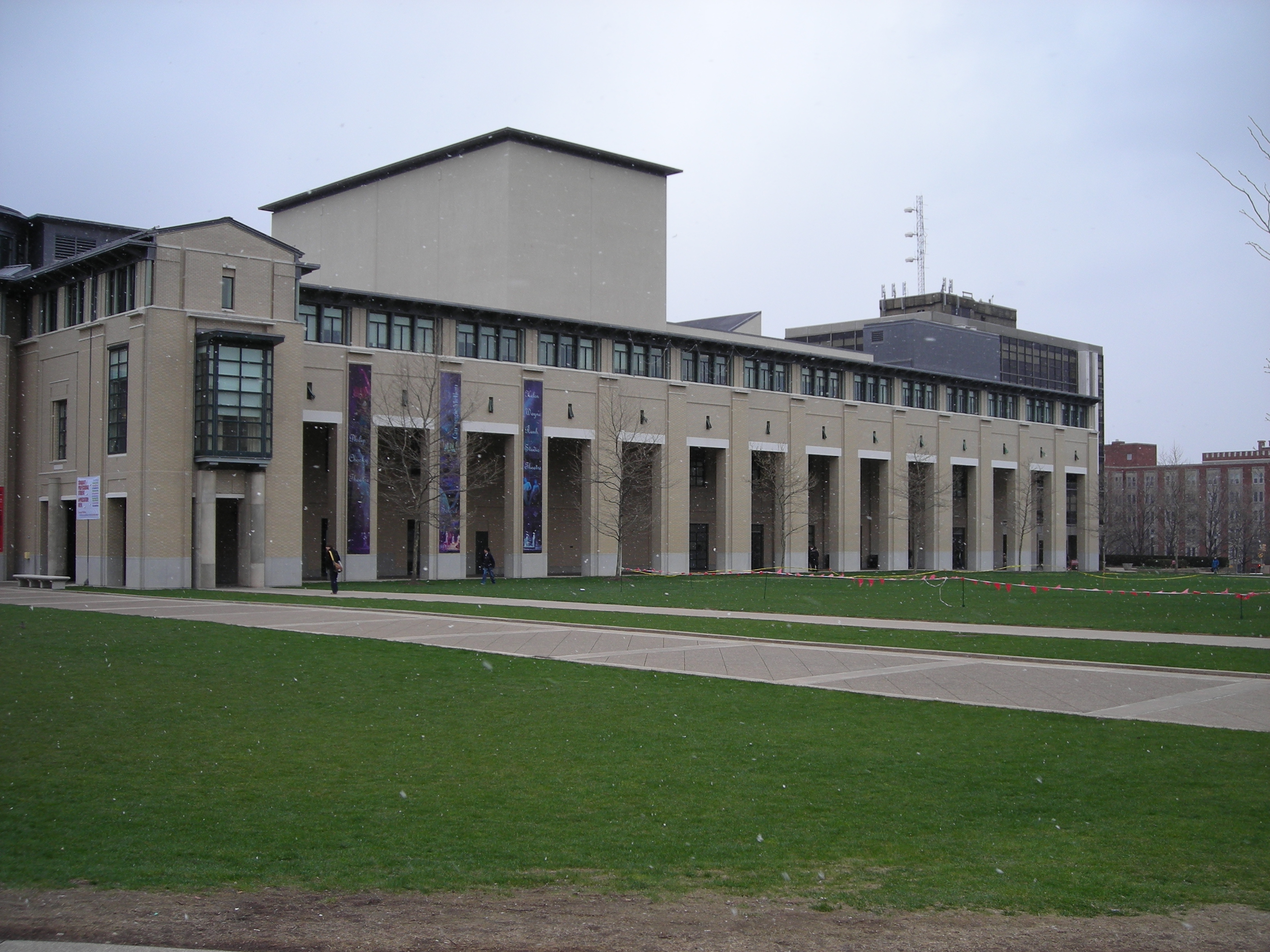
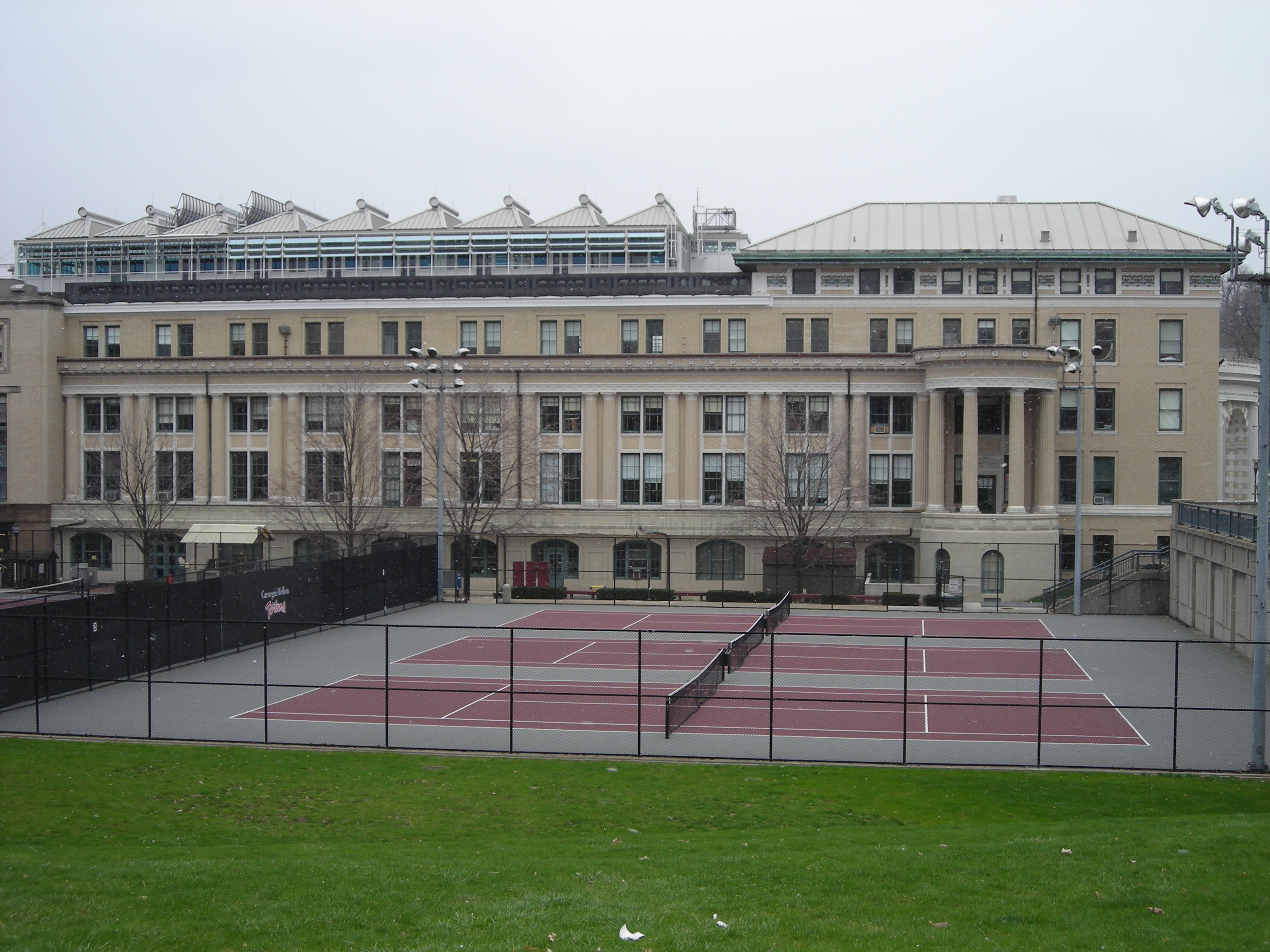
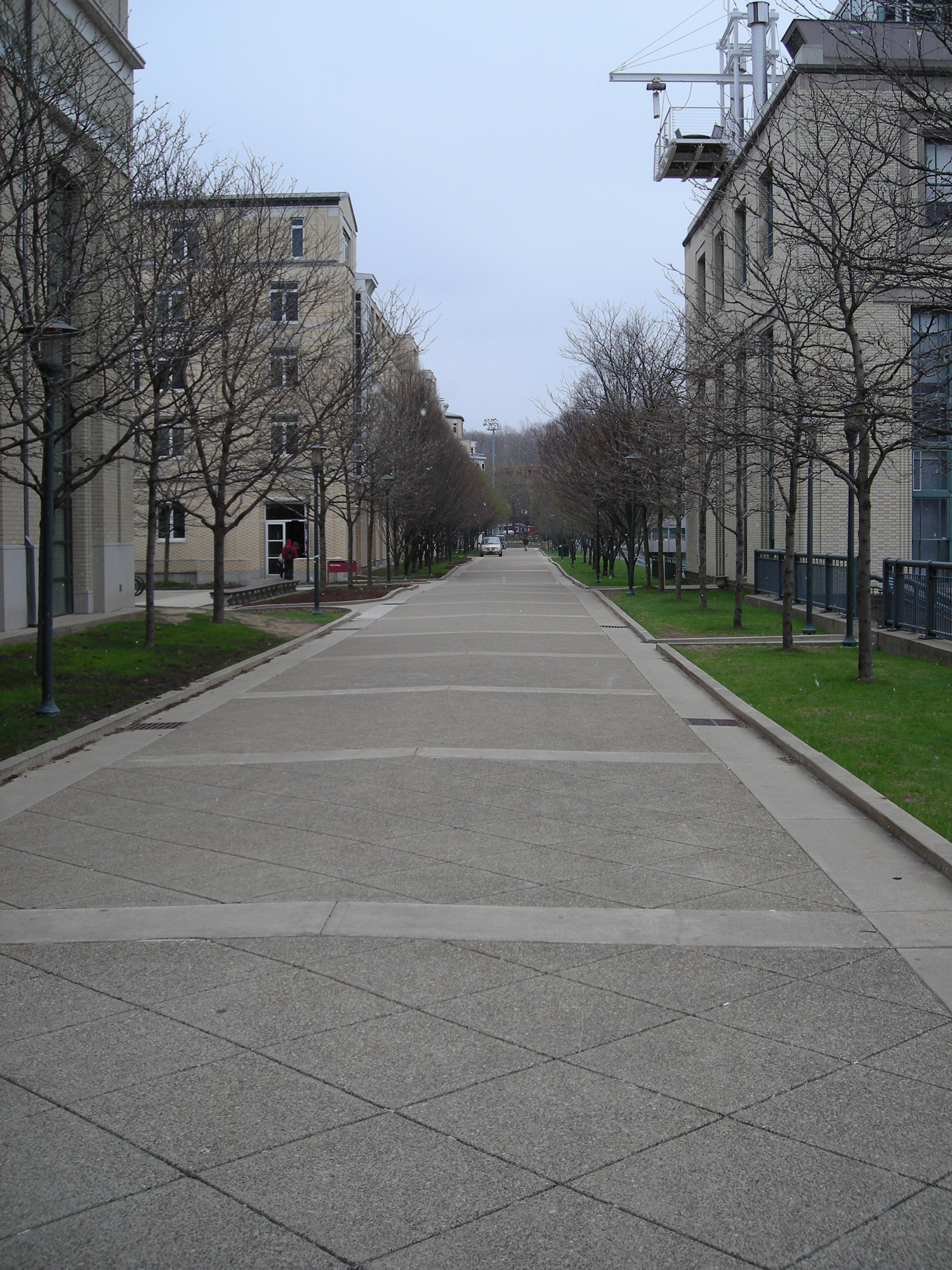
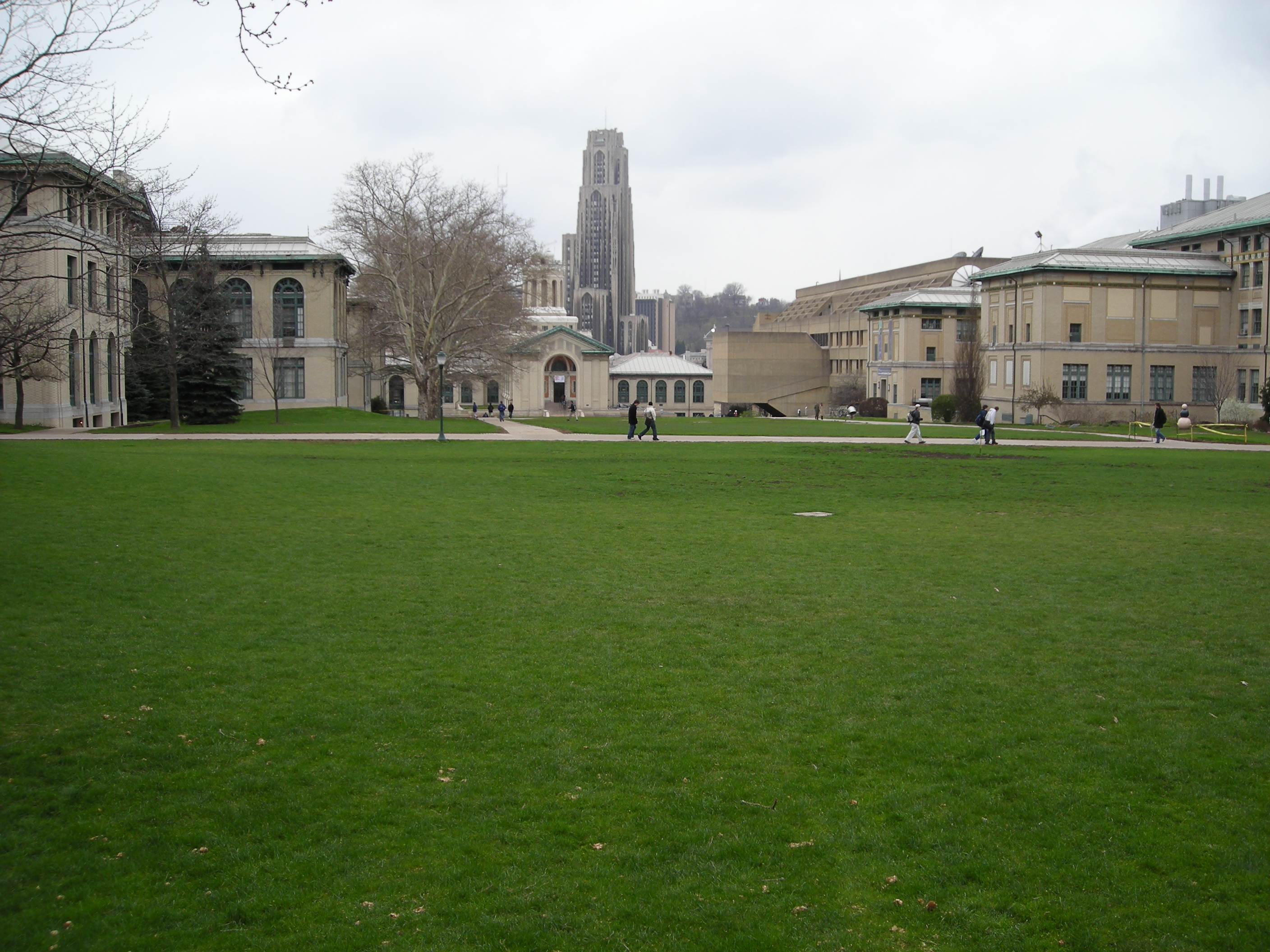
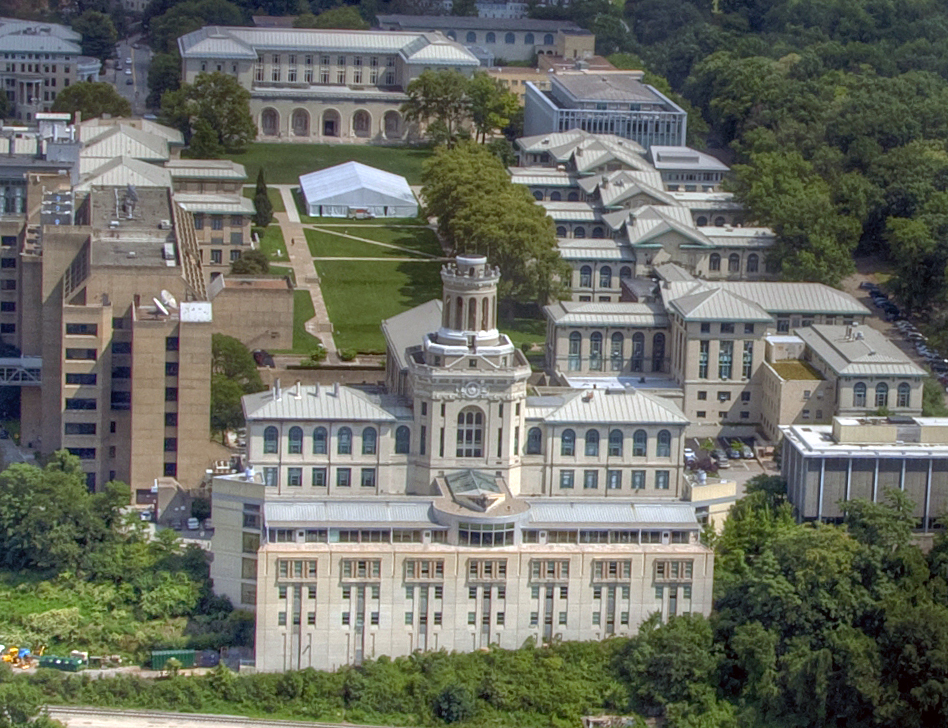
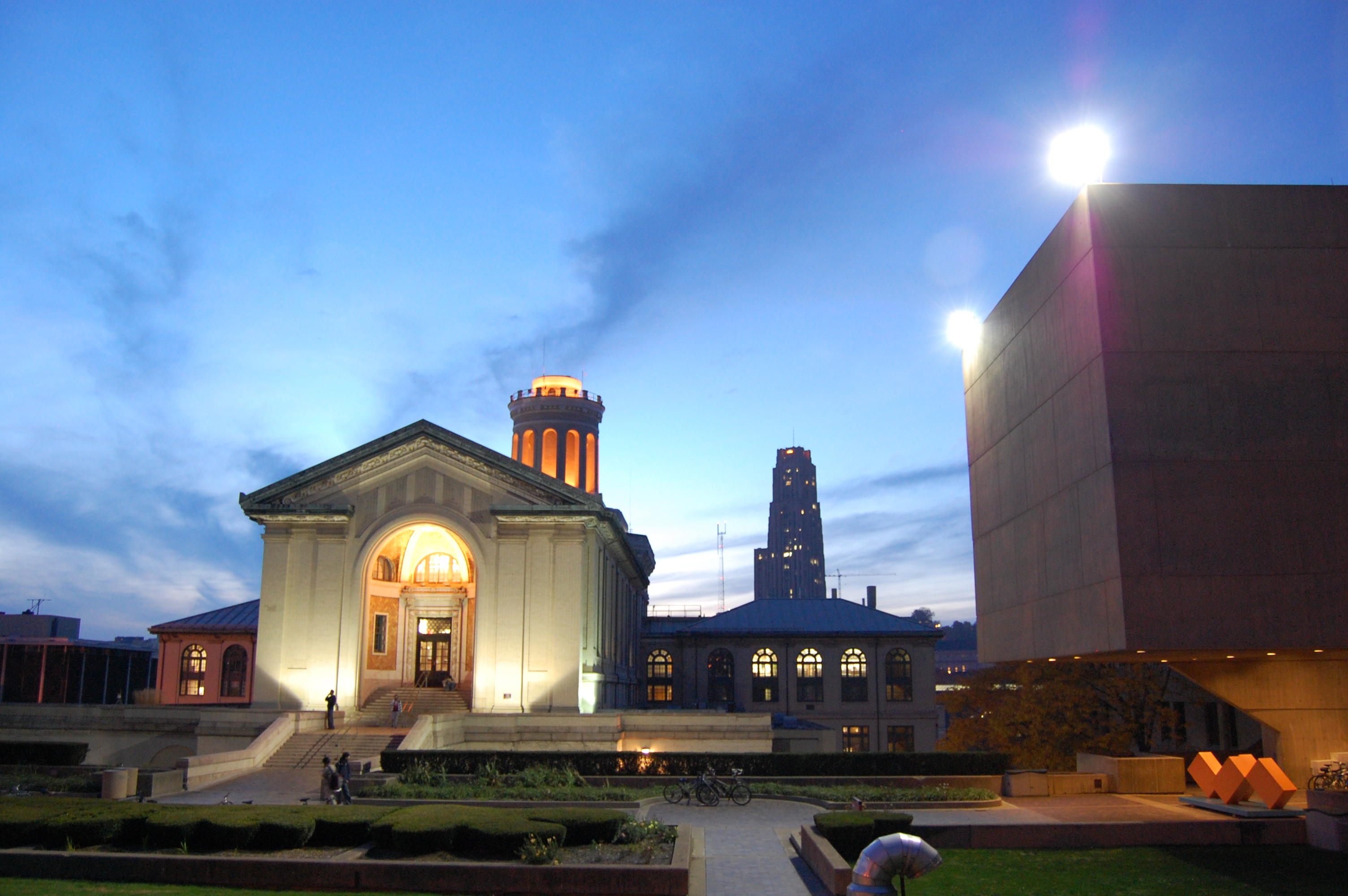
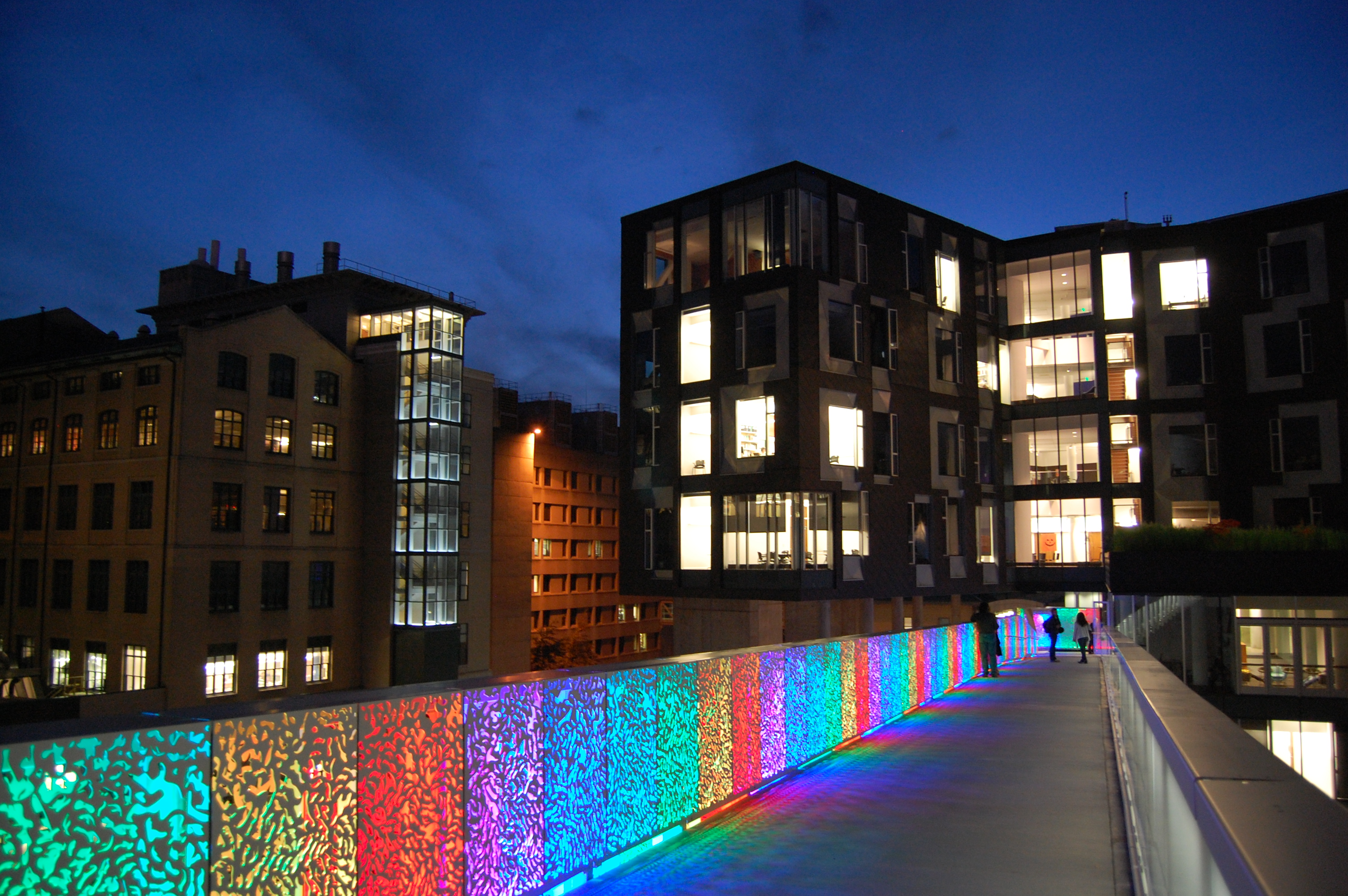
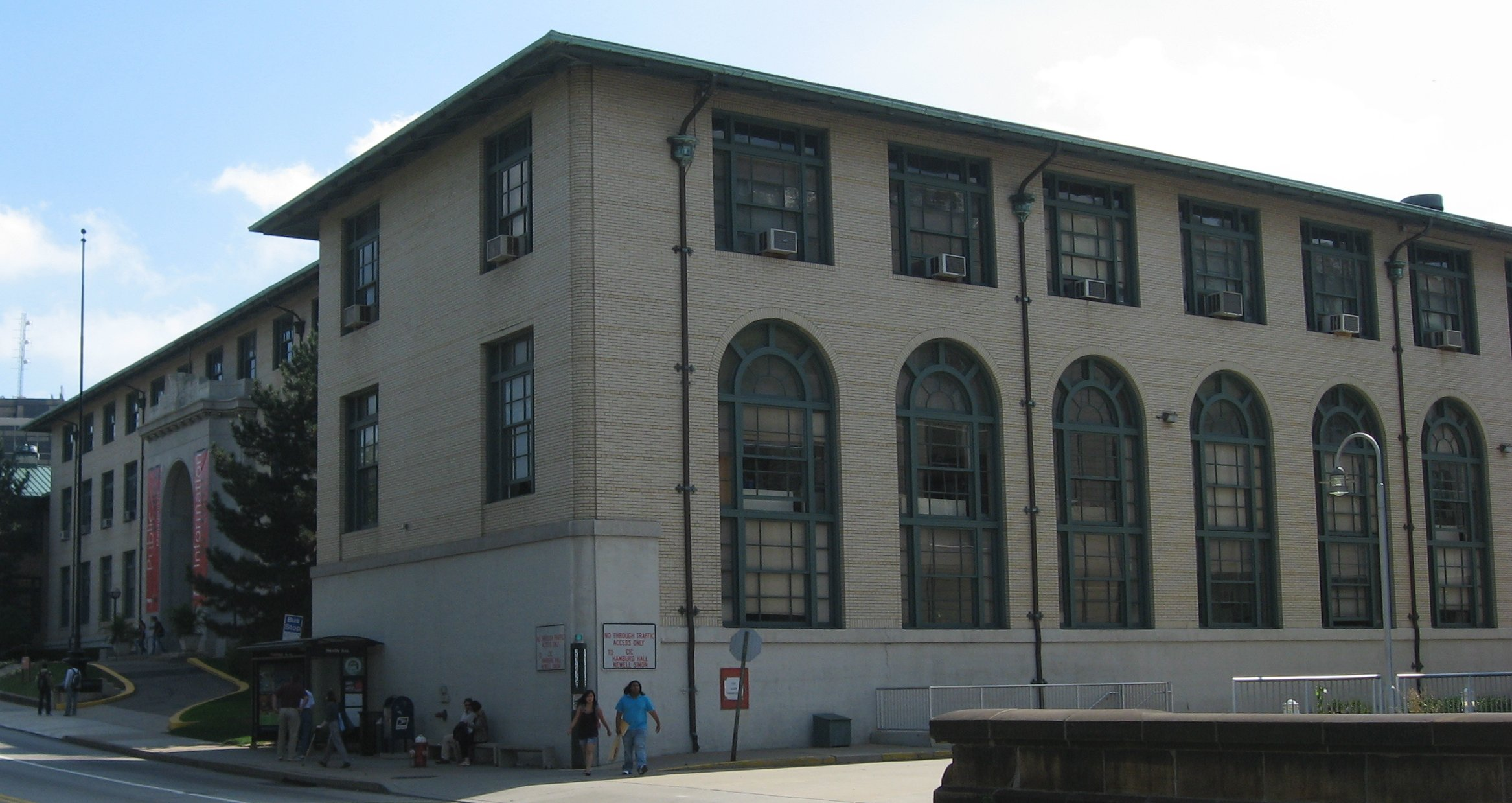